# Galeon (przeglądarka)
Galeon – przeglądarka internetowa dla systemu GNU/Linux, zintegrowana ze środowiskiem GNOME. Przeglądarka ta potrzebuje do działania biblioteki GTK+.
Jako silnik do wyświetlania stron używa Gecko, dzięki czemu obsługuje praktycznie wszystkie najnowsze standardy internetowe i jest zgodna z przeglądarką Mozilla Firefox.
Do momentu ukazania się Epiphany Galeon był domyślną przeglądarką w GNOME.